# Örebro HK 2016/2017
Svenska Hockeyligan 2016/2017 är Örebro HK:s fjärde säsong i SHL, sedan laget debuterade i SHL säsongen 2013/2014.

## SHL
Den 4 april 2016 blev det officiellt vilka som fick lämna klubben inför säsongen 2016/2017. Det stod då bland annat klart att Henrik Lundberg inte fick något nytt kontrakt. Vidare meddelades att klubben förlängt kontrakten med Johan Wiklander och Marcus Weinstock, där båda skrivit ett 1+1 års kontrakt. Dessa två spelare ses inför säsongen som två viktiga "kulturbärare", efter att Henrik Löwdahl valde att sluta inför säsongen. Den 27 april 2016 hade Örebro Hockey presskonferens i Behrn Arena, där man presenterade fem nya spelare som man inför säsongen skrivit tvåårskontrakt med, Dominique Heinrich, Michael Haga, Gustaf Franzén, Axel Brage och Siim Liivik. Daniel Marmenlind tillsammans med Oscar Fröberg, målvakter från klubbens juniorlag, kommer ingå i truppen, men kan lånas ut till Vita Hästen. Den 30 april 2016 offentliggjordes ytterligare ett nyförvärv, Joakim Andersson, senast från Detroits organisation, som klubben skrivit ett tvåårskontrakt med. Den 1 maj 2016 presenterades Tom Wandell som ett nyförvärv, då han skrivit på ett tvåårskontrakt med klubben. Den 2 augusti 2016 blev det klart att förstaårssenioren Emil Eriksson och sistaårsjunioren Daniel Marmenlind kommer inleda säsongen i HC Vita Hästen, vilken är Örebros samarbetsklubb sedan säsongen 2014/2015. Den 3 augusti 2016 blev det klart att även Johan Adolfsson inleder säsongen HC Vita Hästen. I samband med att Örebro HK hade sin ispremiär är den 7 augusti, meddelade Anton Brehmer att han slutar som ishockeyspelare på grund av en tidigare hjärnskakning.
Den 17 september 2016 hade laget sin seriepremiär, vilken spelades i Karlstad mot Färjestad, och slutade med förlust 2-1. Den 24 september 2016 hade laget sin hemmapremiär, vilken spelades mot Rögle BK och som slutade med en förlust 4-3. Den 26 september meddelade föreningen att Anders Eriksson återvänder på ett korttidskontrakt. Vidare kom Johan Adolfsson ansluta på obestämd tid till laget, efter att inledningsvis varit utlånad till Vita Hästen. Till Vita Hästen kom backen Gustav Backström och forwarden Gustaf Franzén att lånas ut till.
Den 1 oktober 2016 i fjärde omgången kom lagets första vinst, 3-2 på övertid mot Leksand. Den 4 oktober 2016 meddelade lagets huvudtränare, Kent Johansson, att han frivilligt lämnar laget. Som tillfällig lösning kom Johan Tornberg och Lars Ivarsson att överta huvudansvaret.
Under landslagsuppehållet, då Karjala Tournament spelades, meddelades ett par förändringar. Den 3 november 2016 att Daniel Marmenlind, som var utlånad till Vita Hästen tvingades bort därifrån. Istället presenterades han den 5 november som ett lån till Lindlövens IF, för att redan den 9 november 2016 presenteras som lån till Skövde IK.
Den 8 november 2016 blev det klart att Anders Erikssons sjuveckorskontrakt ej förlängdes. Den 10 november 2016 presenterades Anders Eriksson som ny spelare för AIK.
Den 1 december 2016 presenterade Nicklas Grossman som ny back, och gjorde sin debut mot HV71 den 3 december 2016. Den 10 december gick Örebro på juluppehåll efter ett back-to-back-möte mot Rögle, vilket man förlorade med totalt 8–2. Den 13 december 2016 meddelade Örebro att Johan Tornberg blir huvudtränare, Niklas Eriksson värvades som assisterande tränare, och att Niklas Johansson blir sportchef i Örebro Hockey.
Den 5 januari 2017 meddelade Örebro HK att lagets huvudtränare Johan Tornberg samt assisterande tränaren Lars Ivarsson får sparken, och ersätts av Niklas Sundblad som huvudtränare med Petri Liimatainen som assisterande tränare.
Den 9 januari 2017 meddelade Örebro HK att Dominique Heinrich lämnar klubben, och återvänder till EC Red Bull Salzburg, därifrån han inför säsongen värvades.
Den 1 februari 2017 meddelade Örebro Hockey att man värvat Fredric Andersson från Västerviks IK. Drygt en vecka senare, den 7 februari 2017, bekräftades även Lucas Lessio från KHL Medveščak Zagreb som det sista nyförvärvet innan transferfönstret för säsongen 2016/2017 stängde.
I omgång 50, vilken spelade den 4 mars 2017, säkrade Örebro HK sin plats till SHL för säsongen 2017/2018. Detta efter att Rögle BK förlorade mot Frölunda HC med 3-1, och därmed inte hade någon chans att komma ikapp Örebro i tabellen. I samma omgång förlorade Örebro mot Växjö Lakers Hockey med 2-3 på övertid, i sin sista hemmamatch för säsongen. Därmed stod det även klart att Örebro slutade på 12:e plats i serien, jämfört med den topp 6-placering som var klubbens målsättning inför säsongen. Inför matchen mot Växjö presenterade supporterklubben 14-3 säsongens vinnare av MVP i Örebro Hockey, där Glenn Gustafsson fick priset som årets mest värdefulla spelare (MVP).
Den sista omgången för säsongen spelades den 9 mars 2017, där Örebro på bortaplan mötte Karlskrona HK, en match som Karlskrona vann med 4-0. Dagen efter att grundserien var slutspelad, samt säsongen var över för Örebro, meddelade Örebros general manager Pontus Gustafsson att han slutar efter sex år på sin post. Den 11 mars 2017 meddelade föreningens ordförande Ulf Gejhammar att Mikael Johansson blir ny VD för Örebro HK.

## Försäsongsmatcher
- 7 augusti: Ispremiär i Behrn Arena.
- 18 augusti: Almtuna IS i Uppsala.
- 22–28 augusti: Tatra Cup i Slovakien.
- 25 augusti: Pelicans i Poprad.
- 26 augusti: HC Oceláři Třinec i Spišská Nová Ves.
- 27 augusti: Lev Poprad i Poprad.
- 1 september: Leksands IF i Kumla.
- 6 september: Brynäs IF i Valbo.
- 8 september: HC Vita Hästen i Norrköping.
- 13 september: Karlskrona HK.

## Tabell
| Nr | Lag              | S  | V  | ÖV | ÖF | F  | GM  | IM  | MS  | P  |
| -- | ---------------- | -- | -- | -- | -- | -- | --- | --- | --- | -- |
| 1  | Växjö Lakers     | 52 | 26 | 7  | 7  | 12 | 165 | 118 | +47 | 99 |
| 2  | HV71             | 52 | 27 | 6  | 5  | 14 | 152 | 99  | +53 | 98 |
| 3  | Frölunda HC (RM) | 52 | 27 | 6  | 4  | 15 | 142 | 114 | +28 | 97 |
| 4  | Linköping HC     | 52 | 27 | 5  | 5  | 15 | 136 | 116 | +20 | 96 |
| 5  | Brynäs IF        | 52 | 27 | 4  | 4  | 17 | 156 | 124 | +32 | 93 |
| 6  | Skellefteå AIK   | 52 | 25 | 6  | 3  | 18 | 129 | 123 | +6  | 90 |
| 7  | Färjestad BK     | 52 | 22 | 9  | 3  | 18 | 133 | 121 | +12 | 87 |
| 8  | Malmö Redhawks   | 52 | 23 | 3  | 6  | 20 | 132 | 116 | +16 | 81 |
| 9  | Luleå HF         | 52 | 16 | 7  | 8  | 21 | 118 | 136 | −18 | 70 |
| 10 | Djurgårdens IF   | 52 | 15 | 7  | 11 | 19 | 110 | 128 | −18 | 70 |
| 11 | Karlskrona HK    | 52 | 20 | 2  | 4  | 26 | 110 | 122 | −12 | 68 |
| 12 | Örebro HK        | 52 | 11 | 7  | 6  | 28 | 103 | 155 | −52 | 53 |
| 13 | Rögle BK         | 52 | 12 | 4  | 3  | 33 | 115 | 158 | −43 | 47 |
| 14 | Leksands IF (U)  | 52 | 12 | 1  | 5  | 34 | 93  | 164 | −71 | 43 |

## Laguppställning
Uppdaterad den 3 mars 2017., 

| Nr | Nat        | Spelare                                     | Pos | S/H | Ålder | Värvad | Födelseort                                       |
| -- | ---------- | ------------------------------------------- | --- | --- | ----- | ------ | ------------------------------------------------ |
| 19 | Sverige    | Axel Brage                                  | M   | R   | 36    | 2016   | Stockholm, Stockholms län                        |
| 1  | Sverige    | Oscar Fröberg                               | M   | L   | 28    | 2016   | Stockholm, Stockholms län                        |
| 33 | Slovakien  | Julius Hudacek                              | M   | R   | 36    | 2014   | Spišská Nová Ves, Slovakien                      |
| 50 | Sverige    | Daniel Marmenlind (utlånad till Skövde IK). | M   | L   | 27    | 2016   | Uppsala, Uppsala län                             |
| 54 | Sverige    | Peter Andersson                             | B   | L   | 33    | 2015   | Kvidinge, Skåne län                              |
| 5  | Sverige    | Gustav Backström                            | B   | L   | 30    | 2014   | Lindesberg, Örebro län                           |
| 88 | Sverige    | Viktor Ekbom (C)                            | B   | L   | 35    | 2013   | Falköping, Västra Götalands län                  |
| 8  | Sverige    | Nicklas Grossmann                           | B   | L   | 40    | 2016   | Nacka, Stockholms län                            |
| 7  | Sverige    | Alexander Hellström (A)                     | B   | L   | 37    | 2015   | Falun, Dalarnas län                              |
| 57 | Sverige    | Johan Motin                                 | B   | R   | 35    | 2012   | Karlskoga, Örebro län                            |
| 53 | Sverige    | Bobbo Petersson                             | B   | L   | 32    | 2013   | Karlskrona, Blekinge län                         |
| 24 | Tjeckien   | Petr Zamorsky                               | B   | L   | 32    | 2015   | Zlín, Vysočina, Tjeckien                         |
| 47 | Sverige    | Johan Adolfsson                             | F   | L   | 38    | 2009   | Örebro, Örebro län                               |
| 18 | Sverige    | Joakim Andersson (A)                        | F   | L   | 36    | 2016   | Munkedal, Västra Götalands län                   |
| 23 | Sverige    | Fredric Andersson                           | F   | L   | 36    | 2017   | Gnesta, Södermanlands län                        |
| 51 | Sverige    | Gustaf Franzén                              | F   | R   | 28    | 2016   | Valdemarsvik, Östergötlands län                  |
| 92 | Sverige    | Emil Eriksson                               | F   | R   | 29    | 2016   | Valdemarsvik, Östergötlands län                  |
| 44 | Sverige    | Rasmus Fyrpihl                              | F   | L   | 29    | 2012   | Örebro, Örebro län                               |
| 12 | Sverige    | Glenn Gustafsson (Junior).                  | F   | L   | 26    | 2016   | Sorunda, Stockholms län                          |
| 58 | Norge      | Michael Haga                                | F   | R   | 32    | 2016   | Asker, Norge                                     |
| 33 | Slovakien  | Libor Hudacek                               | F   | R   | 34    | 2015   | Spišská Nová Ves, Slovakien                      |
| 42 | Sverige    | Kalle Jellvert                              | F   | L   | 29    | 2015   | Örebro, Örebro län                               |
| 25 | Sverige    | Martin Johansson                            | F   | L   | 37    | 2013   | Landskrona, Skåne län                            |
| 38 | Kanada     | Lucas Lessio                                | F   | L   | 32    | 2017   | Maple, Ontario, Kanada                           |
| 72 | Finland    | Siim Liivik (A)                             | F   | L   | 37    | 2016   | Paide, Järva län, Estland                        |
| 41 | Finland    | Joel Mustonen                               | F   | L   | 32    | 2015   | Uleåborg, Norra Österbotten, Finland             |
| 85 | Sverige    | Kalle Olsson                                | F   | L   | 40    | 2012   | Munkedal, Västra Götalands län                   |
| 26 | USA        | Greg Squires                                | F   | R   | 36    | 2015   | White Plains, New York, USA                      |
| 17 | Sverige    | Daniel Viksten                              | F   | R   | 35    | 2014   | Mora, Dalarnas län                               |
| 14 | Sverige    | Tom Wandell (A)                             | F   | L   | 38    | 2016   | Södertälje, Stockholms län                       |
| 20 | Sverige    | Marcus Weinstock                            | F   | L   | 41    | 2010   | Varberg, Hallands län                            |
| 56 | Sverige    | Johan Wiklander                             | F   | L   | 38    | 2010   | Hägerstens församling\|Hägersten, Stockholms län |

## Transferfönstret 2016/2017
Transferfönstret nedan gäller för perioden våren 2016 till våren 2017.Uppdaterad 3 mars 2017. Eliteprospects.com Team Roster/Transfer Läst 3 mars 2017
| - Siim Liivik (C/LW), från Helsingfors IFK - Michael Haga (C/LW), från Almtuna IS - Joakim Andersson (C/LW), från Detroit Red Wings - Axel Brage (G), från HC Vita Hästen - Gustaf Franzén (C), från Kitchener Rangers - Oscar Fröberg (G), från Örebro HK J20 - Daniel Marmenlind (G), från Örebro HK J20 - Tom Wandell (C), från Amur Khabarovsk - Dominique Heinrich (D/C), från EC Red Bull Salzburg - Emil Eriksson (C/LW), från Örebro HK J20 - Anders Eriksson (C/RW), från Färjestad BK (korttidskontrakt). - Nicklas Grossmann (D), från Calgary Flames - Niklas Eriksson (Assisterande tränare), - Niklas Sundblad (Huvudtränare), - Petri Liimatainen (Assisterande tränare), - Fredric Andersson (C), från Västerviks IK - Lucas Lessio (LW/RW), från KHL Medveščak Zagreb | - Marko Anttila (RW), till Jokerit - Joonas Jalvanti (D), till Jokerit - Mikko Lehtonen (RW), till Kärpät (utgåendekontrakt, utlånad till Djurgården slutet av säsongen 2015/2016). - Ville Viitaluoma (C), till Vasa Sport - Justin Hodgman (C/RW), till HC Dynamo Pardubice (lämnade truppen redan 19 februari 2016). - Jakub Krejcik (D), till KHL Medveščak Zagreb - Lukas Vopelka (C/W), till HC Slovan Bratislava (utgående juniorkontrakt, utlånad till Vita Hästen 2015/2016). - Anders Eriksson (C/RW), till Färjestad BK (utgående kontrakt). - Henrik Lundberg (G), till VIK Västerås HK - Henrik Löwdahl (C), slutar - Anton Brehmer (C/LW), slutar - Kent Johansson (Huvudtränare), slutar - Anders Eriksson (C/RW), till AIK - Johan Tornberg (Huvudtränare), sparken - Lars Ivarsson (Assisterande tränare), sparken - Dominique Heinrich (D/C), till EC Red Bull Salzburg |